# Language. Sex. Violence. Other?
Albums de Stereophonics
You Gotta Go There to Come Back
(2003) Live from Dakota
(2006)
Language. Sex. Violence. Other? est le cinquième album de Stereophonics, sorti le 14 mars 2005. Il y a deux versions : la version normale avec sa pochette colorée et l'autre version avec la pochette grise et les bonus du DVD en édition limitée.
Il est à noter que les titres des pistes de l'album sont tous en un seul mot. Le titre de l'album quant à lui s'inspire du code de classification utilisé au verso des DVD, qui a amené Kelly Jones à se poser la question de savoir si tout pouvait être ainsi rangé en quatre catégories.

## Liste des chansons
Original : CD 1
1. Superman
2. Doorman
3. Brother
4. Devil
5. Dakota
6. Rewind
7. Pedalpusher
8. Girl
9. Lolita
10. Deadhead
11. Feel

Édition limitée : CD 2
1. If You Don't Get What You Want (dEUS)
2. The Primitive (The Dears)
3. Pull the Curtains (Grandaddy)
4. Come on Let's Go (Paul Weller)
5. Dakota (Live from New York) (Stereophonics)
6. Cold Hands (Brendan Benson)
7. Gotta Be That Way (House of Love)
8. Even If You Know Me (Eskobar)
9. Video (Aimee Mann)
10. Little Lights (Syd Matters)
11. I Close My Eyes (Shivaree)
12. Landslide (Chris Stills)
13. Intro and the Great Luna (Zita Swoon)
14. Black Stacey (Saul Williams)
15. Je vais tout plaquer sauf toi (Jéronimo)
16. Get on with Your Life (Stina Nordenstam)
17. Banquet (The Street Mix) (Bloc Party)